# Hana Preinhaelterová
Hana Preinhaelterová, rozená Pletánková (12. září 1938, České Budějovice – 24. června 2018), byla česká bengalistka, anglistka, spisovatelka, překladatelka a vysokoškolská pedagožka.

## Život
Hana Pletánková vystudovala bengalistiku a anglistiku na FF UK, kde od roku 1964 (krom vynucené přestávky v letech 1982–1989) vyučovala bengálštinu. Pro účely této výuky sestavila čtyřdílnou učebnici bengálštiny (1983, oprav. vydání 2003). Zabývala se zejména moderní bengálskou literaturou a časopisecky i knižně publikovala množství překladů z bengálštiny. Překládala také z češtiny do bengálštiny.

## Dílo
O svých zážitcích v Indii napsala knihu Moje bengálské přítelkyně (1978, 1998, rusky 1984), v publikaci Hinduista od zrození do zrození (1997) představila přechodové rituály v dnešním bengálském hinduismu a v knize Ó Matko Lakšmí, dej mi dar! (2007) zpracovala doprovodné příběhy magických obřadů bengálských žen. Spoluautorsky se podílela např. na knihách Indie. Bohové a lidé (1997), Svět živých a svět mrtvých (2000), Posvátno v životě člověka (2003).
Knižní překlady: Džasímuddín, Upovídaný Gopa (1977), Lásky nelaskavé (1986), Rabíndranáth Thákur, Sádhaná. O zlu a o lásce (1999), Suníl Gangopádhjáj, Ohromný svět (2008), Ášápúrná Debí, Kdyby zdi promluvily (2009).
V roce 2009 připravila se studenty bengálštiny průřez současnou bengálskou povídkovou tvorbou Dusivá noc.